# Тургенєвська (станція метро)
55°45′57″ пн. ш. 37°38′16″ сх. д. / 55.76583° пн. ш. 37.63778° сх. д.
«Тургенєвська» (рос. Тургеневская) — станція Калузько-Ризької лінії Московського метрополітену. Розташована між станціями «Сухаревська» і «Китай-город», частково закладена під Тургенєвською площею і під станцією «Чисті пруди» Сокольницької лінії, на яку має пересадку. З 2008 року також має пересадку на станцію «Сретенський бульвар» Люблінсько-Дмитрівської лінії.
«Тургенєвську» було відкрито 5 січня 1972 у складі черги «Проспект Миру» — «Китай-город». Названа по Тургенєвській площі. У березні 2002 пасажиропотік по входу становив 49 600 осіб на добу.

## Технічна характеристика
Конструкція станції — пілонна трисклепінна (глибина закладення — 49 м). Діаметр центрального залу — 8,5 м.

## Оздоблення
Пілони облицьовані сірим мармуром; колійні стіни прикрашають латунні вставки роботи Х. М. Рисіна і Д. Я. Бодніек; підлога викладена сірим гранітом (раніше — світлим мармуром); вартим уваги елементом оздоблення стелі в центральному залі є ромбоподібні плити зі склопластику.

## Вестибюлі й пересадки
Станція має дві пересадки. З центру залу можна потрапити в центр залу станції «Чисті пруди». З північного торця залу в кінці 2007 року була відкрита пересадка на станцію «Стрітенський бульвар» (в північний торець). Там же було встановлено пам'ятник Кірову, що до цього знаходився у північному торці «Чистих прудів».
Є також вестибюль, що веде з південного торця до залу, суміщеному з виходами станції «Чисті пруди». Вихід здійснюється на М'ясницьку вулицю. Наприкінці травня 2011 року було відкрито другий, поєднаний зі «Стрітенським бульваром» вестибюль, прямуючий від існуючої пересадки в переходи під Тургенєвською площею.

### Пересадки
- Метростанцію  «Чисті пруди»,
- Метростанцію  Сретенський бульвар
- Автобуси: с633, 913, н15